# Bushwick Bill
Bushwick Bill, pseudonimo di Richard Stephen Shaw (Kingston, 8 dicembre 1966 – Houston, 9 giugno 2019), è stato un rapper statunitense.
Nato in Giamaica, è stato membro del gruppo Geto Boys, fondato nel 1986, ma è stato attivo anche come solista. Era affetto da nanismo. Nel 1991 la sua ragazza gli sparò causandogli la perdita di un occhio; Bushwick Bill racconta i fatti nella sua canzone "Ever So Clear".

## Discografia

### Album in studio
- 1992 - Little Big Man
- 1995 - Phantom of the Rapra
- 1998 - No Surrender...No Retreat
- 2001 - Universal Small Souljah
- 2005 - Gutta Mixx
- 2009 - My Testimony of Redemption